# Plogåstjärnen
Plogåstjärnen är en sjö i Krokoms kommun i Jämtland och ingår i Indalsälvens huvudavrinningsområde. Plogåstjärnen ligger i Kullflon-Nyflon Natura 2000-område.